# Ponary (Wilno)
Ponary (lit. Panerių seniūnija, Paneriai) – lewobrzeżna dzielnica administracyjna Wilna, położona na zachód od Wilczej Łapy; obejmuje Ponary, Wakę.
W dzielnicy jest stacja kolejowa Ponary.

## Historia
Dobra nadane kapitule katedralnej wileńskiej przez Władysława II Jagiełłę w 1390 roku. Dobra refekcyjne kapituły wileńskiej.
W dwudziestoleciu międzywojennym Ponary były cichą miejscowością wypoczynkową; obecnie jest to dzielnica Wilna – częściowo zalesiona, o zabudowie willowej, dzieląca się na Ponary Dolne i Górne. Stacja kolejowa.
W czasie II wojny światowej las w Ponarach był miejscem masowych mordów organizowanych przez Niemców i kolaborujących z nimi Litwinów (rekrutujących się spośród szaulisów). Zginęło tam około 80 tysięcy osób, głównie polskich Żydów (ok. 72 tys.), a także około 1,5–2 tys. Polaków.